# العراب (رواية)
العراب (بالإنجليزية: The Godfather) هي رواية جريمة من تأليف الكاتب الأمريكي ماريو بوزو. نُشرت لأول مرة عام 1969 من قبل دار أبناء ج. ب. بتنام. تحكي الرواية تفاصيل حياة عائلة مافيا أمريكية من نسج خيال المؤلف تعيش في مدينة نيويورك (ومدينة لونغ بيتش)، يتزعمها فيتو كورليوني. أهدى المؤلف تلك الرواية لأنثوني كليري، وأضاف في مقدمتها اقتباسًا لأونوريه دي بلزاك قائلًا: «وراء كل ثروة عظيمة جريمة ما». تغطي الرواية أحداثًا وقعت في الفترة 1945–1955، وتشمل كذلك خلفية درامية عن حياة فيتو كورليوني من مهده إلى رشده.
«العراب» جزء من سلسلة روايات تضم أربعة كتب، وهي جديرة بالذكر لعرضها مصطلحات إيطالية متعلقة بعصابات المافيا للجمهور المتكلم بالإنجليزية مثل: consigliere (مستشار عصابة المافيا)، وcaporegime (قائد الكتيبة)، وCosa Nostra (أعضاء العصابة)، وomertà (ميثاق الشرف الذي يقضي على أعضاء العصابة بالصمت التام). في عام 1972، صدر فيلم مستوحى من الرواية يحمل نفس الاسم، وتبعه الجزء الثاني والثالث (اللذان شارك بوزو بنفسه في كتابتهما) في عامي 1974 و1990 على الترتيب. حظي أول جزئين من سلسلة الأفلام باحترام كبير من النقاد ويُضرب بهما المثل في مجال الفنون السينمائية.

## موضوع الرواية
دخلت عائلة كورليوني في حرب عصابات مع عائلات المافيا الخمسة في نيويورك في السنوات التي تلت الحرب العالمية الثانية. وفي خضم تلك الحرب أُصيب فيتو كورليوني بطلق ناري من قبل رجال يعملون لدى تاجر المخدرات فيرجيل سولوتسو (المُلقب بـ «التركي»). وبعدها أمسك ابناه الاثنان: سانتينو (سوني) ومايكل كورليوني، بزمام الأمور بمساعدة مستشار العائلة توم هاغن، وقائدي الكتيبة: كليمينزا وتيسيو. يعزم مايكل على قتل سولوتسو والنقيب ماكلاسكي (ضابط شرطة فاسد يعمل لصالح تاجر المخدرات) وينجح في ذلك، وسرعان ما يتصاعد الأمر إلى حرب عصابات شاملة تؤدي في النهاية إلى مقتل سانتينو وصعود مايكل إلى منصب رئيس العصابة. ينسق مايكل تحت إشراف والده المتقاعد خطة لنقل مقر العائلة من نيويورك إلى لاس فيغاس. تبلغ الحبكة ذروتها بتصفية جميع أعداء عائلة كورليوني بما في ذلك عديل مايكل (كارلو ريتسي) الذي لعب دورًا في مقتل سانتينو. وبعدها يبيع مايكل ممتلكات عائلته في نيويورك وينتقل بها إلى لاس فيغاس.

## شخصيات الرواية
فيتو كورليوني (المُلقب بالدون) هو بطريرك آل كورليوني، وكُنيته (التي تُترجم إلى «قلب الأسد») مُشتقة من بلدة كورليوني في صقلية. واسمه عند الولادة فيتوريو أندوليني، ولكنه غيّر كُنيته إلى اسم قريته عقب هجرته إلى الولايات المتحدة مُظهرًا عاطفته تجاه موطنه الأصلي. أنجب فيتو أربعة أطفال: سانتينو (سوني)، وفريدريكو (فريدو)، ومايكل (مايك)، وكونستاتسيا (كوني)؛ وتبنى كذلك طفلًا آخر بصفة غير رسمية: توماس هاغن الذي أضحى مستشار العائلة لاحقًا. فيتو كورليوني هو عراب المغني المشهور ونجم السينما جوني فونتان. من المُفترض أن العراب الذي يشير إليه عنوان الرواية هو فيتو كورليوني، ولكن مايكل كورليوني يمثل الشخصية الرئيسية للرواية في الحقيقة. تحكي الرواية مصير مايكل الذي صار خلفًا لوالده في رئاسة إمبراطورية عائلته على الرغم من رغبته في أن يعيش حياة أمريكية مع صديقته كاي آدامز (التي يتزوجها في النهاية).
عائلة كورليوني هي منظمة إجرامية ذات تأثير محلي، تجني ثروتها من أنشطة غير قانونية أو مشبوهة مثل: الابتزاز، والمقامرة، والكسب غير المشروع بالتعاون مع نقابات العمال. يشغل أكبر أبناء فيتو، سانتينو، منصب مساعد الرئيس. قادة الكتائب هم المسؤولون عن عمليات المنظمة، وهما بيتر كليمينزا، وسالفاتوري تيسيو. ومن بين أعضاء المنظمة الآخرين: منفذو العمليات لوكا براسي وألبرت نيري وروكو لامبوني.

## كاتب الرواية
ماريو بوزو هو كاتب وروائي وكاتب سيناريو أمريكي من أصول إيطالية ولد في 15 أكتوبر 1920 في مدينة نيويورك، خدم ماريو بوزو في القوات الجوية لجيش الولايات المتحدة في ألمانيا في الحرب العالمية الثانية، وتخرج لاحقا من كلية مدينة نيويورك. تزوج بوزو من امرأة ألمانية تدعى إريكا لينا بروسك، أنجب منها خمسة أطفال. عُرف من خلال كتاباته الروائية التي تتناول حياة زعماء المافيا الإيطالية خصوصًا مافيا صقلية، على غرار هذه الرواية.

## الفيلم المقتبس
تم إصدار الفيلم المقتبس من الرواية عام 1972، بطولة مارلون براندو بدور الدون فيتو كورليوني، وآل باتشينو بدور مايكل كورليوني، ومن إخراج فرانسيس فورد كوبولا. ساعد ماريو بوزو في كتابة السيناريو ومهام الإنتاج الأخرى. حقق الفيلم ما يقرب من 269 مليون دولار في جميع أنحاء العالم وفاز بجوائز مختلفة، بما في ذلك ثلاث جوائز أوسكار وخمس جوائز غولدن غلوب وجائزة غرامي واحدة. يعتبر الفيلم مهمًا للغاية في التاريخ السينمائي. فاز الجزء الثاني من العراب بست جوائز أوسكار، وأصبح أول تتمة تفوز بجائزة الأوسكار لأفضل فيلم.
تتبع حبكة الفيلم الرواية باستثناء تفاصيل مثل القصص الخلفية لبعض الشخصيات المستبعدة، على الرغم من تصويرها. تم تضمين بعض هذه اللقطات في إصدارات أعيد تحريرها لاحقا مثل ملحمة العراب. لم يتم تصوير الحبكة الفرعية التي تنطوي على جوني فونتان في هوليوود. كان الانحراف الأكثر أهمية للفيلم عن الرواية هو أن الأخير كان له نهاية أكثر إيجابية من الفيلم الذي يقبل فيه كاي كورليوني قرار مايكل بتولي أعمال والده. ينتهي الفيلم بإدراك كاي لقسوة مايكل، وهو موضوع سيتطور في الفيلمين الثاني والثالث، اللذين لا يعتمدان إلى حد كبير على الرواية الأصلية. ظهرت خلفية فيتو كورليوني في الفيلم الثاني، مع تصوير شخصيته من قبل روبرت دي نيرو.

## روابط خارجية
- العراب على موقع الموسوعة البريطانية (الإنجليزية)
- صفحة رواية العراب على موقع جود ريدز